# 埃尔顿·梅奥
乔治·埃尔顿·梅奥（George Elton Mayo，1880年12月26日—1949年9月7日），是澳大利亚出生的心理学家、工业研究者、组织理论家。梅奥在阿德莱德大学接受了正式培训，获得了哲学和心理学专业的一级荣誉学士学位，后来又被昆士兰大学（UQ）授予名誉文学硕士学位。后又前往爱丁堡大学和伦敦进修。
在昆士兰州期间，梅奥曾在大学的战争委员会任职，并开创了对炮弹冲击的精神分析治疗方法的研究。作为一名心理学家，梅奥经常帮助从第一次世界大战中返回的士兵自战争压力中恢复过来，并与布里斯班的一名医师合作，率先对炮弹冲击进行了心理分析治疗，并进行了心理病理学检查。1911年至1922年，他航行到美国时曾是昆士兰大学心理学和心理哲学的讲师。1926年，他被任命为哈佛商学院（HBS）工业研究教授。
在费城，他在一家纺织厂进行了研究，以开发出一种减少工厂中高周转率的方法。梅约与霍桑效應（英語：Hawthorne effect）研究的关系，以及他在澳大利亚的研究和工作使他获得了当时很少有社会科学家的公众称赞。
梅奥在许多领域做出了重大贡献，包括商业管理、工业社会学、哲学和社会心理学。他在工业领域的现场研究对工业和组织心理学产生了重大影响。根据Trahair的说法，梅奥在密切关注工业文明的人类，社会和政治问题时，就已经建立了对当今所谓的组织行为的科学研究，而闻名于世。
梅奥的工作为人类关系运动奠定了基础。他强调指出，除了工业场所的正式组织外，还存在非正式的组织结构。Mayo认识到工业组织的“现有科学管理方法的不足”，并强调了为这些组织工作的人们之间的关系的重要性。他关于群体关系的思想在他的1933年出版的《工业文明的人类问题》中得到了发展，该书部分基于他对霍桑的研究。